# Димитрій (Ковальницький)
Архієпископ Димитрій (в миру Михайло Георгійович Ковальницький; 23 жовтня 1839, Вереси, Житомирський повіт, Волинська губернія — †3 (16) лютого 1913, Одеса) — український релігійний діяч, духовний письменник та церковно-громадський діяч, архієпископ Херсонський та Одеський.

## Життєпис
Народився у сім'ї священика Покровського храму села Вереси (Житомирського повіту Волинської губернії) Волинської єпархії.
1859 р. — закінчив Волинську духовну семінарію, посівши 3 місце за успішністю серед випускників. З 1 жовтня викладав у Кременецькому духовному училищі.
1863 р. — вступив до Київської духовної академії, яку закінчив у 1867 р. другим в розрядному реєстрі студентів та залишений при академії як викладач морального богослов'я.
20 вересня 1868 р. — Синодом утверджений у науковому ступені магістра богослов'я, невдовзі став бакалавром.
1878 р. — обраний екстраординарним професором.
1884 р. — очолив катедру давньої та нової загальноцерковної історії.
1892 р. — заслужений екстраординарний професор.
1895 р. — призначений інспектором Київської духовної академії.
12 вересня 1895 р. — пострижений у чернецтво. 14 вересня рукоположений на диякона, потім на ієрея, а 24 вересня - зведений у сан архімандрита.
5 березня 1898 р. — призначений на ректора Київської духовної академії, настоятелем київського Братського монастиря з возведенням у єпископа Чигиринського, вікарія Київської єпархії.
28 червня 1898 р. — хіротонія.
27 квітня 1902 р. — єпископ Тамбовський та Шацький. Вів підготовку до прославлення Серафима Саровського, мощі якого особисто освідчив.
8 лютого 1903 р. — архієпископ Казанський та Свиязький. Вирішивши зайнятися питаннями місіонерства, вступив у тривалий конфлікт із братством святителя Гурія Казанського, яке звинуватив у розтраті коштів.
26 березня 1905 р. — переміщений до Херсонської та Одеської катедри. Розширив діяльність Свято-Андріївського братства, значно посиливши антисектантську місію.
Під час революційних подій в Одесі підтримував монархічний рух, водночас намагаючись примирити сторони, що конфліктували.
На початку 1906-го став членом «передсоборної присутності» й був у ньому головою І відділу.
Брав активну участь у роботі комісії з підготовки Всеросійського собору — «Предсоборного Присутствія», яка почала свою роботу в березні 1906 p., отримавши призначення голови відділу з питання про склад «Помісного Собору» та про порядок розгляду справ. Він відстоював думку про канонічність існуючого в Росії церковного ладу (синодально-єпископського), вважаючи, що держава сильна завдяки сильній Всеросійській православній церкві.
22 квітня 1906–1907 рр. — член Державної Ради Російської імперії.
1908 р. був головою комісії з реформування духовних академій; під його керівництвом відпрацьований новий статут академій, який потім змінили.
Помер 3 лютого 1913 р. в Одесі. Похований у приділі св. Миколая Преображенського катедрального собору м. Одеси.

## Твори
- (рос.)«О значении национального элемента в историческом развитии христианства». К., 1880.
- (рос.)Речь при наречении его во епископа Чигиринского 27 июня 1898 года. Труды Киевской духовной академии. 1898, июль, — с.6.
- (рос.)Речь, произнесенная в годичном собрании Церковного Историко-Археологического Общества Казанской епархии 14 сентября 1907 года. Казань, 1907.
- (рос.)«Слово, произнесенное 19 июля 1903 года, в день открытия мощей Преп. Серафима в Успенском Соборе Саровской пустыни на литургии».
- (рос.)«Слово, сказанное 8 июля 1904 г., в праздник явления Казанской иконы Божией Матери». «Известия Казанской Епархии», 1904, № 27-28, — с.905—908.
- (рос.)Речь пред вручением жезла Преосв. Хрисанфу, епископу Чебоксарскому, викарию Казанской епархии. «Правлавный Собеседник», 1904, июнь, — с.847—851.
- (рос.)Воззвание к пастве Казанской. «Православный собеседник», 1905, октябрь, — с.7-10.
- (рос.)Речь к воспитанникам Одесской семинарии. "Прибавление к «Церковным Ведомостям», 1905, № 23, — с.946—947.